# El elegido (Star Wars)
En el universo de Star Wars, El Elegido es aquel que, según una profecía Jedi, traerá el equilibrio a la Fuerza, haciendo desaparecer a los Sith. Este concepto fue presentado por primera vez en Star Wars: Episodio I - La Amenaza Fantasma, para referirse a Anakin Skywalker.  

## Historia

### Descubrimiento de Anakin
Tras una huida del planeta Naboo para proteger a la Reina Amidala, el caballero Jedi Qui-Gon Jinn conoce al joven esclavo Anakin Skywalker y su madre Shmi en el planeta desértico de Tatooine, un planeta situado en el borde exterior. Tras comprobar su conexión con la Fuerza, Qui-Gon está convencido de que el niño es El Elegido de la profecía. Tras liberarlo, se dispone a llevarlo a Coruscant para comenzar su entrenamiento Jedi, pero Anakin Skywalker es un niño demasiado mayor para recibir el adiestramiento Jedi, por lo que el Alto Consejo Jedi lo rechaza, señalando que es un candidato probable para irse al Lado Oscuro de la fuerza.

### Adiestramiento Jedi
Antes de morir tras su duelo con Darth Maul, Qui-Gon logra como su última voluntad hacer prometer a su aprendiz, Obi-Wan Kenobi, que se quedará a cargo de Anakin y lo entrenará para convertirlo en Jedi, a lo que el Consejo finalmente accede. Anakin se convierte así en el Padawan de Obi-Wan, recién nombrado caballero Jedi. Posteriormente, Anakin también sería tutelado por el Canciller Palpatine, al que vería como una figura paterna. 
Tras una década entrenando, las habilidades Jedi de Anakin han mejorado notablemente. Además, Anakin se siente muy atraído por Padmé Amidala desde que la conoció de niño y ya adulto no puede negar su amor hacia ella, cosa que el Código Jedi prohíbe. Mientras está vigilando a la Senadora, empieza a tener sueños sobre la muerte de su madre y decide ir a averiguar si hay algún problema. Al llegar a Tatooine, descubre que su madre fue liberada de la esclavitud, que se casó y que luego fue raptada por los moradores de las arenas. La encontró en el campamento de los moradores, donde ella murió en sus brazos provocando en Anakin una ira tremenda, la cual lo impulsó a matar a todos los Tusken, abriéndose paso al Lado Oscuro.
Más tarde, Anakin se enteró que Obi-Wan estaba en apuros, fue a rescatarlo al planeta Geonosis, junto con la Senadora, pero pronto serían atrapados por los geonosianos y traídos los tres a una especie de circo de ejecuciones: la Arena de Geonosis. Padmé, Anakin y Obi-Wan, se salvaron de las criaturas que los atacaban, pero cuando el Conde Dooku que estaba allí mandó a unos droidekas a atacarlos, los Jedi fueron a rescatarlos, muchos murieron allí, pero también muchos droides de la Federación de Comercio, ya que entraron en acción los clones que había en Kamino.

### Caída al Lado Oscuro
Posteriormente, Anakin mataría al Conde Dooku, ante la presencia de Palpatine, y así lo provocaría para ir entrando al Lado Oscuro.
Poco después, empezó a tener premoniciones de la muerte de Padme, su esposa, justo cuando está embarazada de sus hijos Luke y Leia; Anakin estaba dispuesto a hacer cualquier cosa con tal de no perderla. Palpatine/Darth Sidious, al discernir sus temores de perder a Padmé Amidala, empezó a seducirlo al Lado Oscuro de la Fuerza diciéndole que era la única solución para no perder a su esposa, dejándolo totalmente confundido al mostrarle el poder de su Maestro Darth Plagueis en una Opera Musical, sin embargo, el mismo Canciller Palpatine empieza a crearle confusiones poniendo a los Jedis en su contra, murmurando que ellos son los traidores y que no confían en él es porque su poder es muy elevado. Anakin le cree y se siente decepcionado del Consejo Jedi, dando un paso más hacia el Lado Oscuro, en parte porque el Canciller quiere mandarlo a buscar al General Grievous pero el Consejo se opone, así como desoye la recomendación de Palpatine de aceptarlo como Maestro Jedi. Cuando finalmente Anakin averigua que el Canciller es el Lord Sith, no tiene la claridad mental suficiente para enfrentarse a él. Al poco tiempo confiesa al Maestro Windu que el canciller era el Lord Sith que andaban buscando.
Anakin se relaciona en la muerte del maestro Mace Windu: Cuando Windu derrota al Canciller y lo desfigura, el Jedi estaba dispuesto a matarlo pero Anakin no lo permite, cortándole la mano, algo que lo lleva a la muerte a manos del Lord Sith Palpatine. Este hecho es el que definitivamente lo hizo entrar al lado oscuro con el nombre de Darth Vader.
Darth Vader entró con unos soldados al templo, mientras Darth Sidious, su nuevo maestro, activaba la Orden 66, que significa que todos los Jedi se consideran enemigos de la República y así, el nuevo aprendiz Darth Vader asesinaría a todos los Padawans y Jedis del templo. Después asesinaría a los virreyes en Mustafar, donde Obi-Wan Kenobi, tras un duro combate, acabaría derrotándolo y mutilándolo.

### Luke: La última esperanza
Mucho tiempo después del combate en Mustafar, los dos hijos de Vader/Skywalker, el nuevo Jedi Luke Skywalker y la princesa Leia, encabezaban el Ejército Rebelde, y destruirían la Estrella de la Muerte. 

### Cumplimiento de la profecía
Darth Vader y Darth Sidious decidieron hacer otra Estrella de la Muerte con la que destruirian Yavin 4, entonces, Han Solo y Leia destruyeron el Protector de Escudos de la Luna de Endor, y Luke Skywalker, que estaba en la nueva Estrella de la Muerte con Palpatine y Darth Vader, verían como las Naves de la Rebelión eran destruidas. Darth Sidous, se dio cuenta de que no entraría nunca al Lado Oscuro de la Fuerza, por eso decidió atacarlo con los rayos de Fuerza Sith (presentes en el Emperador y el Conde Dooku). Con Luke al borde de la muerte y Vader observando, éste vuelve al Lado Luminoso de la Fuerza, levanta al Emperador y lo tira por un generador. Palpatine jamás pudo prever que Darth Vader volvería del Lado Luminoso de la Fuerza, acabando así con la amenaza Sith. Después de todo, Anakin sí era El Elegido y fue quien trajo el equilibrio a la Fuerza al destruir tanto a su maestro Darth Sidious, como a sí mismo.

## Teorías alternativas
En Star Wars: Episodio VI - El Retorno del Jedi, Darth Vader (Anakin Skywalker) termina acabando con el Emperador, por lo cual se da a entender que él siempre fue el Elegido de la profecía que destruiría a los Sith y traería el equilibrio a la Fuerza y paz a la galaxia, y no su hijo Luke.
Por otro lado, también existe otra teoría sobre el Elegido: Anakin Skywalker trae el equilibrio a la Fuerza al realizar la Purga de los Jedi, dado que en ese momento el Lado Luminoso era muy fuerte dado que había miles de Jedi, mientras que en el lado Oscuro sólo había unos pocos Jedis Oscuros (o Sith). 